# Liste der Kulturdenkmäler in Pluwig
In der Liste der Kulturdenkmäler in Pluwig sind alle Kulturdenkmäler der rheinland-pfälzischen Ortsgemeinde Pluwig aufgeführt. Grundlage ist die Denkmalliste des Landes Rheinland-Pfalz (Stand: 8. Februar 2023).

## Denkmalzonen
| Bezeichnung                 | Lage                           | Baujahr                     | Beschreibung | Bild                           |
| --------------------------- | ------------------------------ | --------------------------- | --- | ------------------------------ |
| Denkmalzone Ortskern        | Kirchplatz 1, 2, 3, und 4 Lage | Anfang des 19. Jahrhunderts | Anfang des 19. Jahrhunderts einheitlich geplante bauliche Anlage eines neuen Ortsmittelpunktes; um einen Platz gruppiert Kirche, Pfarrhaus mit Pfarrgarten (1804; Kirchplatz 2), Schule mit Schulgarten (1809; Kirchplatz 3) und Quereinhaus (Kirchplatz 4) | weitere Bilder Fotos hochladen |
| Denkmalzone Pluwiger Hammer | südöstlich des Ortes Lage      | frühes 19. Jahrhundert      | ehemalige Eisenschmelze und Hammerwerk mit Mahl- und Sägemühle; mit Grabensystem, Wohnhaus, Backhaus und Werkgebäuden, südlich anschließendem Garten und des oberhalb des Mühlgrabens gelegenem Ackerland, frühes 19. Jahrhundert                           | Fotos hochladen                |

## Einzeldenkmäler
| Bezeichnung                                     | Lage                                                | Baujahr | Beschreibung                                                                                   | Bild                           |
| ----------------------------------------------- | --------------------------------------------------- | ------- | ---------------------------------------------------------------------------------------------- | ------------------------------ |
| Wegekapelle                                     | Franzenheimer Straße, Ecke Wilzenburger Straße Lage | um 1910 | Wegekapelle, Rundbau mit Kegeldach, um 1910                                                    | Fotos hochladen                |
| Wegekapelle                                     | Gusterather Straße, Ecke Am Herrengarten Lage       | um 1910 | Wegekapelle, Putzbau mit Zeltdach, um 1910                                                     | Fotos hochladen                |
| Katholische Pfarrkirche St. Johannes der Täufer | Kirchplatz 1 Lage                                   | 1805    | zweischiffige Hallenkirche, 1805, Erweiterung 1860, Turm und Seitenschiff 1914/15              | weitere Bilder Fotos hochladen |
| Kriegerdenkmal                                  | Kirchstraße, auf dem Friedhof Lage                  | 1931    | expressionistisches Kriegerdenkmal; Bronzekorpus, 1931 von A. Nagel                            | Fotos hochladen                |
| Wegekapelle                                     | Kirchstraße, Ecke Am Herrengarten Lage              | um 1910 | Wegekapelle, Putzbau mit Zeltdach, um 1910                                                     | Fotos hochladen                |
| Wegekapelle                                     | Trierer Straße, Ecke Gusterather Straße Lage        | um 1910 | Wegekapelle, Achteckbau mit Zeltdach, um 1910                                                  | Fotos hochladen                |
| Bahnhof Pluwig                                  | südöstlich des Ortes (Bahnhof Pluwig 3) Lage        | 1889    | Typenbau der Hochwaldbahn, ein- bis zweigeschossiger Rotsandsteinquaderbau mit Kniestock, 1889 | Fotos hochladen                |